# Покровская, Нина Ивановна
Ни́на Ива́новна Покро́вская (1919—1997) — советская оперная певица (сопрано). Заслуженная артистка РСФСР (1955). Лауреат Сталинской премии второй степени (1950).

## Биография
Н. И. Покровская родилась 21 мая 1919 года. Окончила музыкальное училище в Иванове. Во время Великой Отечественной войны солистка АПП войск НКВД. В 1947—1963 годах солистка ГАБТ. Выступала также как концертная певица.
Н. И. Покровская умерла 20 декабря 1997 года. Похоронена в Москве на Даниловском кладбище.

## Оперные партии
- «Евгений Онегин» П. И. Чайковского — Татьяна
- «Мазепа» П. И. Чайковского — Мария
- «Руслан и Людмила» М. И. Глинки — Горислава
- «Аида» Дж. Верди — Аида
- «Пиковая дама» П. И. Чайковского — Лиза
- «Князь Игорь» А. П. Бородина — Ярославна
- «Боярыня Вера Шелога» Н. А. Римского-Корсакова — Вера Шелога
- «Русалка» А. С. Даргомыжского — Наташа
- «Сказание о невидимом граде Китеже и деве Февронии» Н. А. Римского-Корсакова — Феврония
- «Демон» А. Г. Рубинштейна — Тамара
- «Алеко» С. В. Рахманинова — Земфира
- «Дон Жуан» В. А. Моцарта — Донна Анна
- «Фиделио» Л. Бетховена — Леонора
- «Сельская честь» П. Масканьи — Сантуцца
- «Декабристы» Ю. А. Шапорина — Елена
- «Дубровский» Э. Направника — Таня

## Награды и премии
- Орден Трудового Красного Знамени (25 мая 1976 года) — за заслуги в развитии советского музыкального и хореографического искусства и в связи с 200-летием Государственного академического Большого театра СССР[1]
- Орден «Знак Почёта» (27 мая 1951 года) — за выдающиеся заслуги в развитии советского музыкально-театрального искусства и в связи с 175-летием со дня основания Государственного ордена Ленина Академического Большого театра СССР[2]
- Заслуженная артистка РСФСР (1955)
- Сталинская премия второй степени (1950) — за исполнение партии Марии в оперном спектакле «Мазепа» П. И. Чайковского